# Боианска култура
Боианска култура (датована 4300–3500 пре нове ере), позната и као култура Гиулести–Марита, је неолитска археолошка култура југоисточне Европе. Првенствено се налази дуж доњег тока Дунава на подручју данашње Румуније и Бугарске и стога се може сматрати подунавском културом.

## Географија
Боианска култура је настала на Влашкој равници северно од реке Дунав у југоисточној Румунији. На свом врхунцу, култура се проширила и укључила насеља у низији Бараган и делти Дунава у Румунији, Добруџи у источној Румунији и североисточној Бугарској, и Дунавској низији и Балканским планинама у Бугарској. Географски обим културе ишао је на запад до реке Јиу на граници Трансилваније у јужно-централној Румунији, све до северног огранка делте Дунава у Чилији дуж румунске границе са Украјином и обале Црног мора, и као далеко на југу као планине Родопе и Егејско море у Грчкој.
Типско налазиште културе налази се на острву на Боианском језеру у региону Мунтенија, на Влашкој низији северно од реке Дунав.

## Хронологија
Боианска култура је настала из две раније неолитске групе: Дудести културе која је настала у Анадолији (данашња Турска ); и култура музичких нота (такође позната као култура средње линеарне керамике или ЛБК) из северног подкарпатског региона југоисточне Пољске и западне Украјине.

### Периодизација
- Фаза 1 – фаза Болинтинеану, 4300–4200 пре нове ере
- Фаза 2 – Фаза Ђулешти (позната и као култура Ђулешти-Боиан), 4200–4100 пре нове ере
- Фаза 3 – Фаза Видра, 4100–4000 пре нове ере
- Фаза 4 – фаза Спантов (позната и као култура Боиан-Гумелнита), 4000–3500 пре нове ере

### Пад
Боианска култура се завршила глатким преласком у културу Гумелнице, која је такође позајмљена из културе Вадастра. Међутим, део боианског друштва кренуо је ка североистоку дуж обале Црног мора, сусревши се са касном културом Хамангија, са којом су се на крају спојили да би формирали Кукутенско-Трипилску културу.
Време када се Боианска култура развила у културу Гумелнита назива се прелазним периодом, током којег постоје заједничке карактеристике на обе стране хронолошке поделе између две културе; као такве, Боиан фаза 4 и Гумелнита фаза А1 могу се сматрати једном, непрекидном, прелазном фазом.  Као резултат тога, научници се често позивају на ово, који користе термин Боиан-Гумелнита култура да опишу овај специфични период. Понекад, међутим, неки погрешно користе овај термин да би укључили и читаву Боианску културу и периоде културе Гумелнита, а не само прелазни период који се преклапају две културе. Пошто се свака култура разликује током својих главних фаза, сваку их треба посебно разматрати и именовати, са изузетком (како је управо поменуто) прелазних фаза развоја.

## Насеља
Током фаза 3 и 4 почела су да се појављују прва насеља, што је резултирало првим археолошким налазима овог региона. Ова насеља су обично грађена на високим, стрмим терасама или ртовима изнад поплавних равница река или језера која су увек била у близини. У то време куће су почеле да уграђују софистицираније елементе, као што су подови подигнутих платформи, обојени унутрашњи зидови са географским дизајном у црвеним и белим шарама, фарбани глинени намештај и унутрашње пећи од глине. И каснија насеља су понекад показивала знаке могућег утврђења у виду дубоких, широких одбрамбених јаркова 
Насеља у Фази 3 су показала индикације да имају међунасељену хијерархију и хијерархију унутар насеља, засновану на величинама и локацијама стамбених зграда, које су изграђене у нуклеисаним редовима око централне локације. У фази IV површинске куће постале су доминантне у односу на подземне, а насеља су порасла и обухватала до 150 људи.

## Економија
Њихову привреду карактерисало је бављење земљорадњом, сточарством, ловом, сакупљањем и риболовом. Близина њихових насеља листопадним шумама и степској вегетацији пружала је добру залиху дивљачи за њихову исхрану и гориво за њихове ватре, алате и домове. Поред тога, њихова близина река, језера и мочвара представљала је добар извор дивљачи и рибе, као и извор литског материјала (камена и глине) са обала.
Археолошки докази указују да су припадници Боианске културе укључивали следеће животиње у своју исхрану, или да су користили њихово крзно, кости или месо за прављење алата и одеће:
- Bos primigenius (aurochs)
- Bos taurus (cattle)
- Canis lupus (gray wolf)
- Canis lupus familiaris (domestic dog)
- Capra hircus (goat)
- Capreolus capreolus (roe deer)
- Castor fiber (European beaver)
- Cervus elaphus (red deer)
- Equus ferus (wild horse)
- Lepus europaeus (European hare)
- Meles meles (European badger)
- Ovis aries (domestic sheep)
- Sus domesticus (domestic pig)
- Sus scrofa (wild boar)
- Unio ssp (freshwater mussel)
- Vulpes vulpes (red fox)

## Материјална култура
Боинска грнчарија је испољила утицаје ранијих култура из којих је настала: даме и канелуре из културе Дудести, и мали троуглови који се граниче са линијама које је наследила од Линеарне културе музичких нота. Керамика је углачана након печења и била је украшена изрезбареним или уздигнутим геометријским дизајном, често белом глином која се користила као интарзирани рељеф да се надокнади угљеносива или црна глина коришћена у остатку рада. Поред црне/сиве и беле керамике, пронађено је неколико локализованих примера црвено-интарзиране глинене декорације. Почевши од ИИИ фазе, почели су да користе графитну боју за украшавање своје грнчарије, методом вероватно позајмљеном из јужнобалканске маричке културе. Боианска култура је наставила да унапређује своју керамичку технологију све док није достигла свој врхунац током фазе ИИИ, након чега је почела да опада у квалитету и изради.
Употреба литичке технологије дешавала се током читавог постојања ове културе, о чему сведочи присуство дебита који се налази поред разних врста обликованих кремених и углачаних камених оруђа. Пред крај њеног постојања почели су да се проналазе бакарни артефакти направљени од бакра високог квалитета пронађеног на Балканским планинама у Бугарској. Постоје докази да је Боианска култура стекла технологију за металургију бакра; као резултат, ова култура је премостила промену из неолита у бакарно доба.
За разлику од каснијих култура које су уследиле, није било много артефаката пронађених на локалитетима боианске културе са скулптурама или фигурицама. Међутим, на локалитету Церница пронађена је најстарија коштана фигурица у Румунији, која датира још из фазе 1.